# Reggie Williams (ur. 1964)
Reggie Williams (ur. 5 marca 1964 w Baltimore) – amerykański koszykarz, występujący na pozycjach rzucającego obrońcy lub niskiego skrzydłowego.

## Szkoła średnia i studia
Grając w drużynie koszykówki szkoły średniej Paul Laurence Dunbar w 1983 otrzymał tytuł Mr. Basketball, a także zawodnika roku szkół średnich w Stanach Zjednoczonych według USA Today.
Po ukończeniu szkoły podjął studia na Uniwersytecie Georgetown. Występując w drużynie akademickiej – Hoyas otrzymał tytuł zawodnika roku Konferencji Big East NCAA roku 1987.

## Kariera w NBA
Williams został wybrany z czwartym numerem draftu 1987 roku przez Los Angeles Clippers. W NBA spędził 10 sezonów grając dla Clippers, Cleveland Cavaliers, San Antonio Spurs, Denver Nuggets, Indiana Pacers i New Jersey Nets. Przez całą karierę zdobył 7508 punktów, a także zaliczył 2393 zbiórki.

## Osiągnięcia
Na podstawie, o ile nie zaznaczono inaczej.
NCAA
- Mistrz:
  - NCAA (1984)
  - turnieju konferencji Big East (1984, 1985, 1987)
  - sezonu regularnego Big East (1984, 1987)
- Wicemistrz NCAA (1985)
- Uczestnik rozgrywek:
  - Elite 8 turnieju NCAA (1984, 1985, 1987)
  - turnieju NCAA (1984–1987)
- Koszykarz roku Big East (1987)[8]
- MVP turnieju Big East (1987)[9]
- Zaliczony do:
  - I składu:
    - All-American (1987)
    - Big East (1986, 1987)